# Wolverhampton
Wolverhampton is een district  met de officiële titel van city, in het stedelijk graafschap (metropolitan county) West Midlands. Het is een industriestad, en heeft een universiteit, en Wolverhampton is ook de naam van de Metropolitan Borough waarin het ligt. In 2021 had de stad een inwoneraantal van 263.700. De naam van de stad wordt wel afgekort tot "W'ton" of "Wolves".
Wolverhampton ligt ten noordwesten van Birmingham. Het centrum van Wolverhampton valt buiten de Black Country, alhoewel sommige wijken, zoals Bilston en Heath Town wel in het gebied vallen.

## Geschiedenis

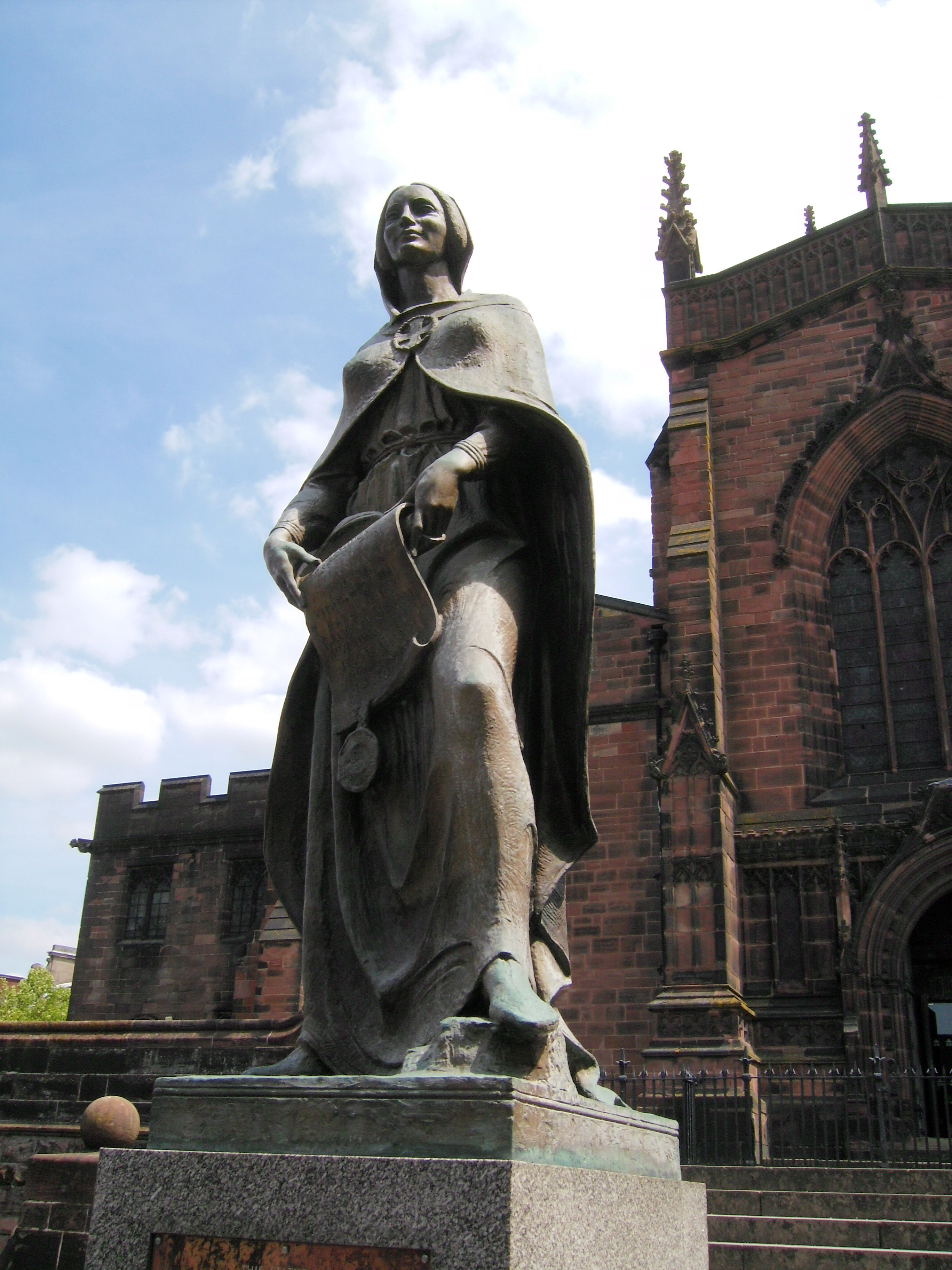
Standbeeld van Lady Wulfruna voor de St. Peter's Church

De stad werd gesticht in 985 door Lady Wulfruna. De naam komt van "Wulfruna heaneton", "Wulfruna's stad op de heuvel".
Er was een klooster in Wolverhampton in de tijd van de Saksen, opgericht door Lady Wulfruna, en ingezegend in 994. De St. Peter's Church werd in 1425 op de plek van het oude klooster gebouwd. Rond de 13e eeuw was de stad een belangrijke marktstad, en stond bekend om zijn wol. Vanaf de 16e eeuw werd de stad geïndustrialiseerd, en een aantal metaalverwerkende bedrijven vestigden zich daar, waaronder slot- en sleutelmakers.
In de 19e eeuw kwam het gebied ten zuidoosten van de stad bekend te staan onder de naam Black Country (Zwart Land) omdat de industrie het gebied vervuilde met zwart roet dat overal neersloeg. In de victoriaanse tijd vergaarde de stad grote rijkdom door de enorme hoeveelheid industrie in het gebied. De overblijfselen van deze rijkdom kunnen in de stad worden gezien in de architectuur van huizen zoals Wightwick Manor en Tettenhall Towers. Veel huizen van een soortgelijk kaliber zijn echter in de jaren zestig en zeventig afgebroken.
In 1835 werd het Wolverhampton Mechanics' Institute opgericht, en dit werd door verschillende aanwassen de tegenwoordige University of Wolverhampton (1992). De hoofdcampus ligt in het centrum van de stad, met bijgebouwen in Compton, en in Walsall en Telford.
In de Tweede Wereldoorlog had de Prinses Irene Brigade een kamp in Wolverhampton op het landgoed van Lord Wrottesley.

## Wijken
Wijken in de stad zijn onder andere:
- Ashmore Park
- Bilston, Blakenhall, Bradley, Bradmore, Bushbury
- Castlecroft, Colton Hills, Compton Codsall
- Dunstall Hill
- Fallings Park
- Goldthorn Park
- Heath Town
- Lanesfield
- Merry Hill, Monmore Green
- Newbridge
- Old Fallings, Oxley
- Palmer's Cross, Pendeford, Penn, Penn Fields, Portobello, Priestfield
- Tettenhall, Tettenhall Wood
- Wednesfield, Whitmore Reans, Wightwick, Wood End

## Aantal inwoners
De tabellen hieronder tonen het aantal inwoners van de stad en van de regio die heden ten dage bestuurd wordt door de Wolverhampton City Council.
| Aantal inwoners Wolverhampton |        |        |         |         |         |         |         |         |         |         |         |      |
| Jaar                          | 1750   | 1801   | 1811    | 1821    | 1831    | 1841    | 1851    | 1861    | 1871    | 1881    | 1891    |      |
| Aantal inwoners               | 7.454  | 20.710 | 29.253  | 35.816  | 46,937  | 68.426  | 90.301  | 111.033 | 68.291  | 75.766  | 82.662  |      |
|                               |        |        |         |         |         |         |         |         |         |         |         |      |
| Jaar                          | 1901   | 1911   | 1921    | 1931    | 1939    | 1951    | 1961    | 1971    | 1981    | 1991    | 2001    | 2011 |
| Aantal inwoners               | 94.107 | 95,328 | 102.342 | 133.212 | 143.213 | 162.172 | 150,825 | 269.168 | 265.631 | 257.943 | 251.462 | –    |
|                               |        |        |         |         |         |         |         |         |         |         |         |      |

| Regio heden ten dage bestuurd door de Wolverhampton City Council |         |         |         |         |         |         |         |         |         |         |         |         |
| Jaar                                                             | 1750    | 1801    | 1811    | 1821    | 1831    | 1841    | 1851    | 1861    | 1871    | 1881    | 1891    |         |
| Aantal inwoners                                                  | –       | 11.786  | 15.597  | 19.012  | 23.067  | 54.365  | 70.112  | 87.254  | 104.395 | 121.537 | 130.868 |         |
|                                                                  |         |         |         |         |         |         |         |         |         |         |         |         |
| Jaar                                                             | 1901    | 1911    | 1921    | 1931    | 1939    | 1951    | 1961    | 1971    | 1981    | 1991    | 2001    | 2011    |
| Aantal inwoners                                                  | 145.645 | 162.098 | 178.068 | 195,621 | 214.359 | 234.893 | 251.435 | 269.166 | 252.474 | 248.454 | 236.573 | 249.470 |
|                                                                  |         |         |         |         |         |         |         |         |         |         |         |         |

## Sport
De stad heeft met Wolverhampton Wanderers F.C. een beroemde voetbalclub. De Wolves spelen hun wedstrijden in het Molineux Stadium. De club werd in 1954, 1958 en 1959 kampioen van Engeland. In november wordt in de Civic Hall jaarlijks de Grand Slam of Darts gehouden. Vanaf 2018 zal dit toernooi gedurende drie jaar in de Aldersley Leisure Village gespeeld omdat de Civic Hall wordt gerenoveerd en tot 2020 niet beschikbaar is. Dit is het enige toernooi waaraan darters van zowel de PDC als de BDO deelnemen, ondanks het feit dat het toernooi georganiseerd wordt door de PDC. 

## Bekende inwoners van Wolverhampton

### Geboren
- Evelyn Underhill (1875-1941), schrijfster
- Jack Rowley (1920-1998), voetballer en voetbalcoach
- Jack Taylor (1930-2012), voetbalscheidsrechter
- Hugh Porter (1940), wielrenner
- Nigel Bennett (1949), Brits/Canadees acteur
- Jim Lea (1949), rockbassist (Slade)
- Stuart Baxter (1953), voetballer en voetbalcoach
- Vyto Ruginis (1956), Amerikaans acteur en filmproducent
- Frances Barber (1958), actrice
- Meera Syal (1961), actrice, komiek, auteur, scenarioschrijfster en filmproducente
- Densign White (1961), judoka
- Kerrith Brown (1962), judoka
- Ian Wells (1964-2013), voetballer
- Wayne Jones (1965), darter
- Tjinder Singh (1968), zanger/songwriter in de band Cornershop
- Ashley Williams (1984), voetballer
- Mark Davies (1988), voetballer
- Sam Morsy (1991), Brits-Egyptische voetballer
- Connor Goldson (1992), voetballer
- Liam Payne (1993-2024), oud-zanger in de boyband One Direction
- Matthew Hudson-Smith (1994), atleet

### Overleden
- William van Gloucester (1941-1972), lid Britse Koningshuis